# Mariano José de Larra

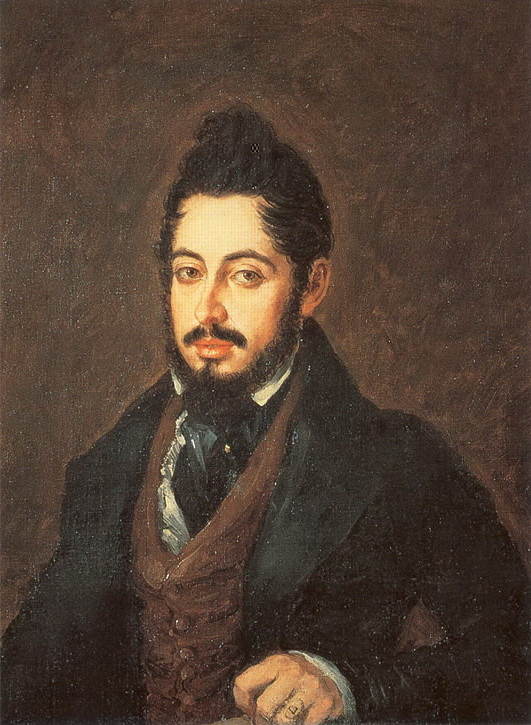
Porträt Mariano José de Larras im Museo del Romanticismo, Madrid

Mariano José de Larra y Sánchez de Castro (* 24. März 1809 in Madrid; † 13. Februar 1837 ebenda) war ein spanischer Schriftsteller und Journalist.

## Leben
Larra wurde in der Calle Segovia in Madrid, in der ehemaligen Casa de la Moneda geboren. Sein Vater war Arzt und tat sich im Spanischen Unabhängigkeitskrieg mit seiner Tätigkeit als Militärarzt im Dienste Joseph Bonapartes als sogenannter afrancesado hervor. 1813 musste die Familie daher nach Frankreich migrieren und zog nach Bordeaux. Nach einer Amnestie 1819 kehrte die Familie nach Spanien zurück.
Larra begann ein Jurastudium in Valladolid, das er jedoch nie beendete. Zunächst schrieb Larra Oden und Satiren, 1828 gründete er eine satirische Zeitschrift namens El duende satírico del día. In seiner Jugend soll er laut seinen Biografen eine unglückliche Liebe nach Art der Leiden des jungen Werthers durchlebt haben.
Am 13. August 1829 heiratete er Josefa Wetoret, eine Ehe, aus der drei Kinder hervorgingen. Bereits 1831 begann Larra eine außereheliche Beziehung zu Dolores Armijo, die ihrerseits ebenfalls verheiratet war. Larras Unzufriedenheit mit seiner frühen Ehe schlug sich später in seinem Artikel El casarse pronto y mal nieder.

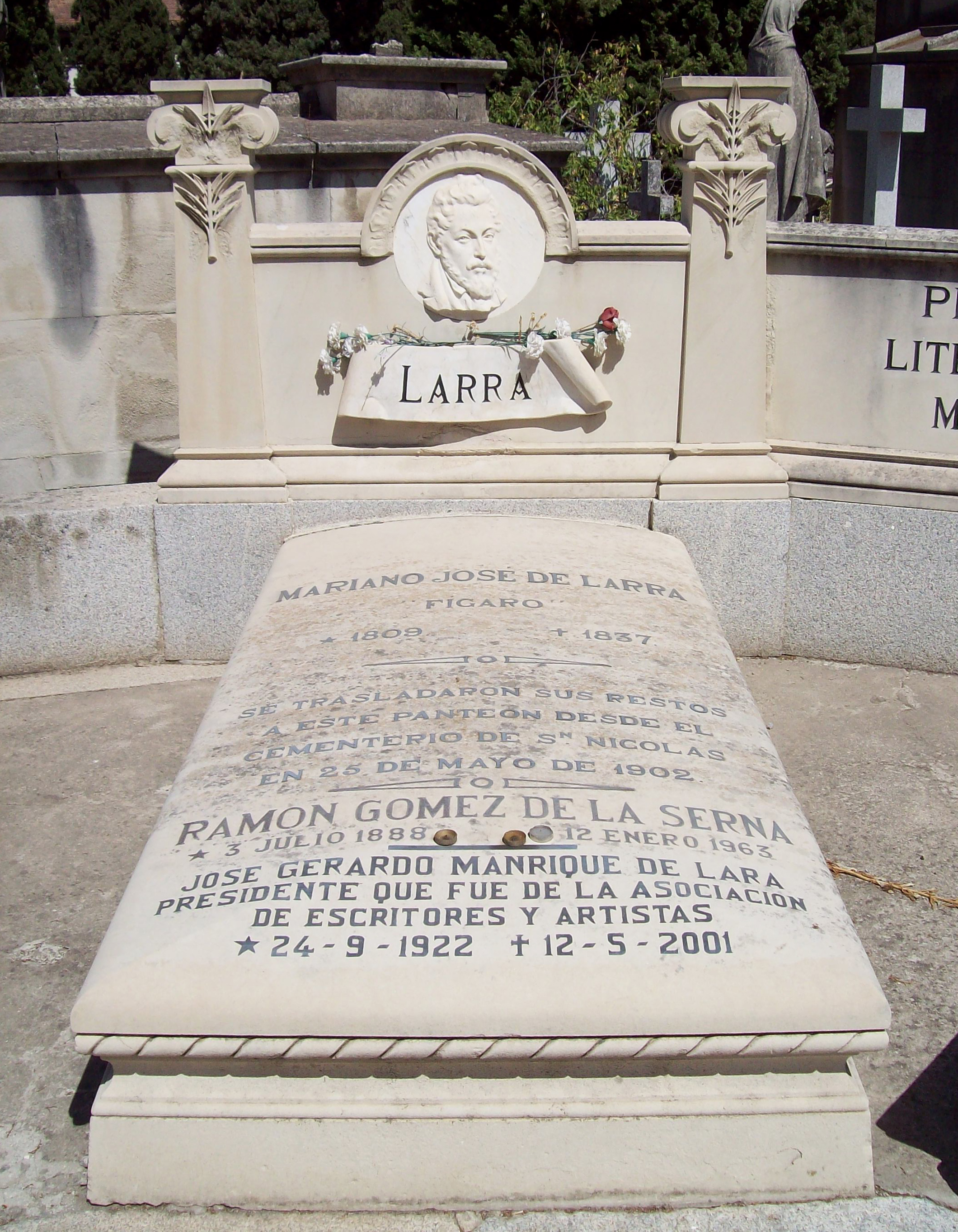
Grabmal von Larra (Madrid)

1832 begann mit der Zeitschrift El Pobrecito Hablador, die bis März 1833 erschien, eine weitere wichtige Etappe seines Wirkens, die sich in der Mitarbeit an der liberalen Zeitschrift La Revista Española fortsetzte. Unter dem Pseudonym Fígaro verfasste Larra eine große Zahl meist satirischer Artikel, die sich sowohl mit Literatur als auch mit Politik beschäftigten. Neben Ramón de Mesonero Romanos zählt Larra zu den Hauptvertretern der Stilgattung Costumbrismo, die auf die Beschreibung landestypischer Verhaltensweisen abzielt. Zu seinen bekanntesten Artikeln zählen Vuelva usted mañana, El castellano viejo oder En este país.
Viele von Larras politischen Texte in dieser Zeit bezogen sich auf den Karlistenkrieg. Dabei griff Larra den konservativ-absolutistischen Thronprätendenten Carlos María Isidro an und unterstützte die vom liberal-konstitutionalistischen Lager getragene Königin Isabella II. Außerdem kritisierte Larra unter anderem die herrschende Pressezensur, die von ihm als inhuman angesehene Todesstrafe sowie die schlechten Lebensbedingungen der spanischen Unterschicht.
Neben seinen satirischen Artikeln publizierte Larra 1834 den historischen Roman El doncel de don Enrique el Doliente sowie das Drama Macías, die beide dasselbe Thema – eine romantische, im Mittelalter angesiedelte tragische Geschichte um eine außereheliche Liebe – haben. Daneben machte sich Larra auch als Übersetzer von Artikeln und Theaterstücken aus dem Französischen, wie von Victor Henri Joseph Brahain Ducange, Eugène Scribe und Casimir Delavigne, einen Namen.
Ebenfalls 1834 wurde Larras Beziehung zu Dolores Armijo öffentlich bekannt. In der Folge brach Armijo die Beziehung ab und verließ Madrid. Gleichzeitig trennte sich Larra von seiner Frau Josefa Wetoret. 1835 unternahm er eine Reise nach Lissabon, London, Brüssel und Paris, wo er mehrere Monate blieb. Auf der Rückreise besuchte er Anfang 1836 auch Ávila, wo Armijo inzwischen lebte, jedoch ohne dass es zu einer Wiederaufnahme ihrer Beziehung kam.
Nach seiner Rückkehr nach Madrid arbeitete Larra für die Zeitschrift El Español. Dort unterstützte er zunächst die kurz zuvor ins Amt gekommene Regierung unter Juan Álvarez Mendizábal und dessen Politik der Säkularisation von Kirchenbesitz. Beeinflusst durch den ebenfalls politisch engagierten Schriftsteller José de Espronceda übte er jedoch schon bald Kritik daran, dass Mendizábals Politik nicht den sozial Schwächsten zugute komme. Die Gegnerschaft zu Mendizábals Partido Progresista führte dazu, dass sich Larra dem oppositionellen Partido Moderado annäherte, obwohl er wesentliche Teile des Programms der moderados – etwa die Bewahrung der königlichen Autorität gegenüber dem Parlament – nicht unterstützte.
Nach der Ablösung Mendizábals und der Regierungsübernahme der moderados unter Francisco Javier de Istúriz im Mai 1836 beschloss Larra, selbst in die aktive Politik einzutreten. Bei der von Istúriz ausgerufenen Parlamentswahl kandidierte er in Ávila und gewann einen Sitz im Parlament. Allerdings führte der Aufstand von La Granja am 12. August 1836 zur Ausrufung einer neuen Verfassung und zur erneuten Machtübernahme des Mendizábal-Lagers, das sofortige Neuwahlen ansetzten. Das Parlament, für das Larra gewählt worden war, trat deshalb niemals zusammen. Wegen seines Rufs als moderado sah er sich nun zudem dem Vorwurf der politischen Rückständigkeit ausgesetzt.
Larras wachsende Enttäuschung mit der politischen und gesellschaftlichen Entwicklung führte ab Ende 1836 zu einem zunehmend pessimistischen Ton seiner Artikel, unter denen El día de difuntos de 1836 und La Nochebuena de 1836 besonders herausragen. Zudem scheiterte sein Versuch, die Beziehung zu der nach Madrid zurückgekehrten Dolores Armijo wiederaufzunehmen. Am 13. Februar 1837 nahm sich Larra nach einem Besuch von Armijo durch einen Pistolenschuss in die Brust das Leben.
Trotz der weitgehenden Isolation Larras in seinen letzten Lebensmonaten wurde seine Beerdigung am 15. Februar 1837 zu einem gesellschaftlichen Großereignis. Unter anderem gewann dort der junge Schriftsteller José Zorrilla durch ein Larra gewidmetes Gedicht erste Bekanntheit.

## Werke (Auswahl)
- Macías, 1834.
- Obras completas de D. Mariano José de Larra, Barcelona: Montaner y Simón, 1886.
- Las palabras – artículos y ensayos Werkauswahl mit Einführung von José Luis Varela, Madrid: Espasa-Calpe 1982 ff.
- Artículos (Sepan cuantos, 93)